# Arsenale militare marittimo della Spezia
L'Arsenale militare marittimo della Spezia è un sito militare ubicato nella zona centro-occidentale del golfo della Spezia, che comprende la struttura manutentiva (MARINARSEN La Spezia) e la base navale della Marina Militare in cui è di stanza la prima flotta. 
Progettato da Domenico Chiodo l'Arsenale della Spezia a suo tempo è stato considerato una delle due più grandi opere di ingegneria compiute in Italia nei primi dieci anni dall'unità del Paese (l'altra è stato il traforo del Moncenisio) ed una delle due più grandi opere di ingegneria marittima del XIX secolo (l'altra è il canale di Suez).

## Descrizione
La struttura si estende all'interno del tessuto urbano del centro storico della città della Spezia, coprendo una superficie di quasi 90 ettari. Al suo interno sviluppa un reticolo stradale di circa 13 chilometri, oltre 7 chilometri di banchine che circondano quasi 1,4 milioni di metri quadrati di specchi acquei. Il complesso conta vari accessi, alcuni dei quali attualmente non più accessibili. Due sul lato ponente (Porta Marola e porta Ponente), due sul lato settentrionale (Porta Ospedale e Porta Pegazzano), due sul lato orientale (Porta principale e porta Sprugola). 

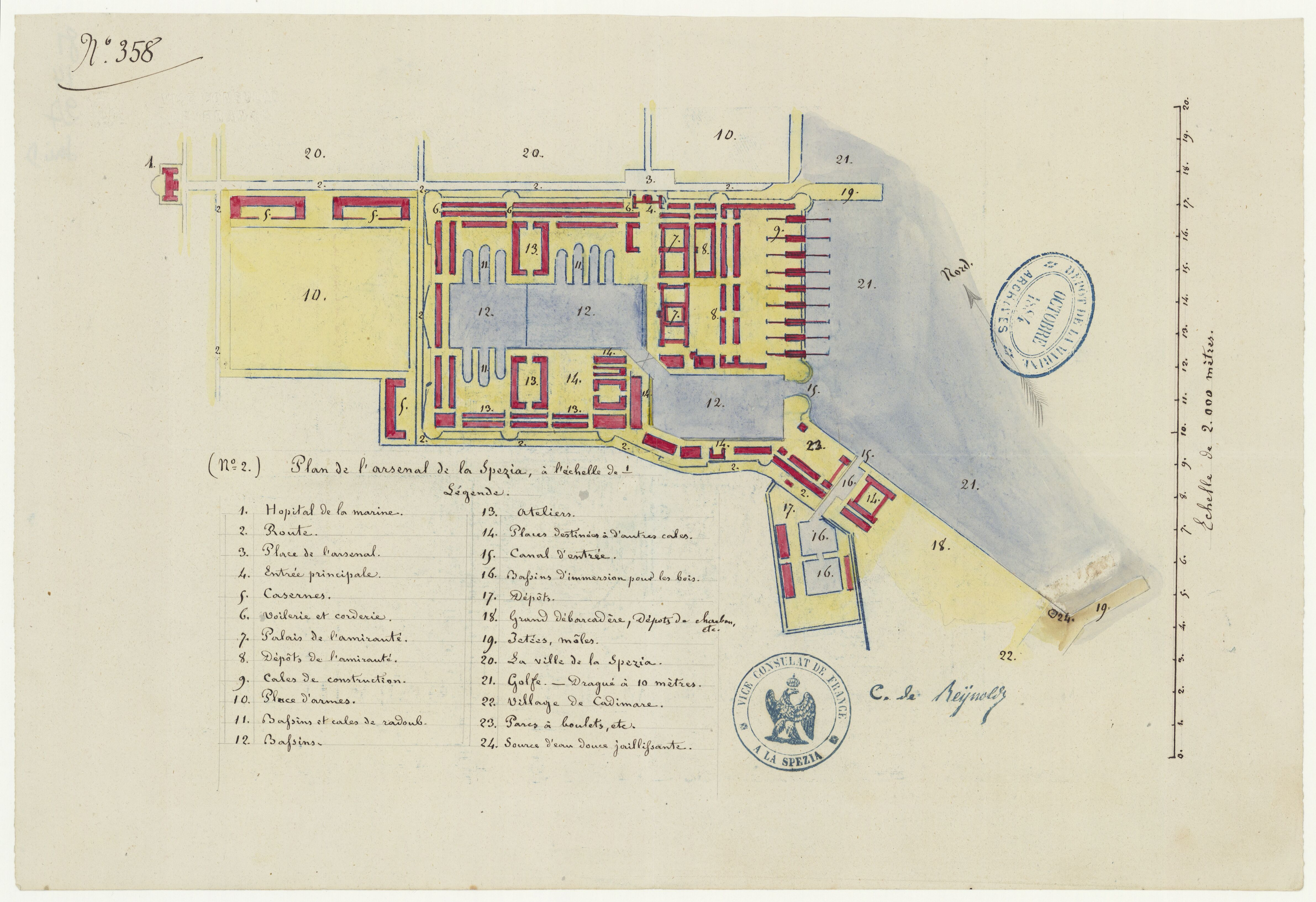

L'area militare è sostanzialmente divisa in due parti: l'arsenale marittimo, la base navale.
Le strutture arsenalizie si sviluppa all'interno della linea di costa, con due darsene interne, cinque bacini di carenaggio e decine di edifici. Tali edifici erano officine, funzionali alle lavorazioni di costruzione e manutenzione delle unità navali e caserme per l'acquartieramento degli equipaggi. Oltre la linea di coste sono presenti le infrastrutture portuali, la base navale, ossia i moli e le banchine di approdo e di stazionamento delle unità della Marina militare:
- ad Ovest la banchina Lagora;
- a Nord la banchina Scali ed il molo Balilla;
- ad Est i due moli sommergibili, la banchina Carboni, i due moli Varicella.

Tali infrastrutture si affacciano alla darsena più esterna, la Duca degli Abruzzi, delimitata da una scogliera foranea. All'interno della darsena Duca degli Abruzzi si sviluppano.
Accanto all'ingresso principale dell'Arsenale si trova il Museo tecnico navale. Il museo, istituito con l'intento di mantenere vive le tradizioni della marineria, comprende più di 150 modelli di navi ed imbarcazioni, circa 2500 medaglie, 6500 cimeli e 2000 documenti, oltre a 5000 volumi tecnici e storici.

## Storia

### Costruzione

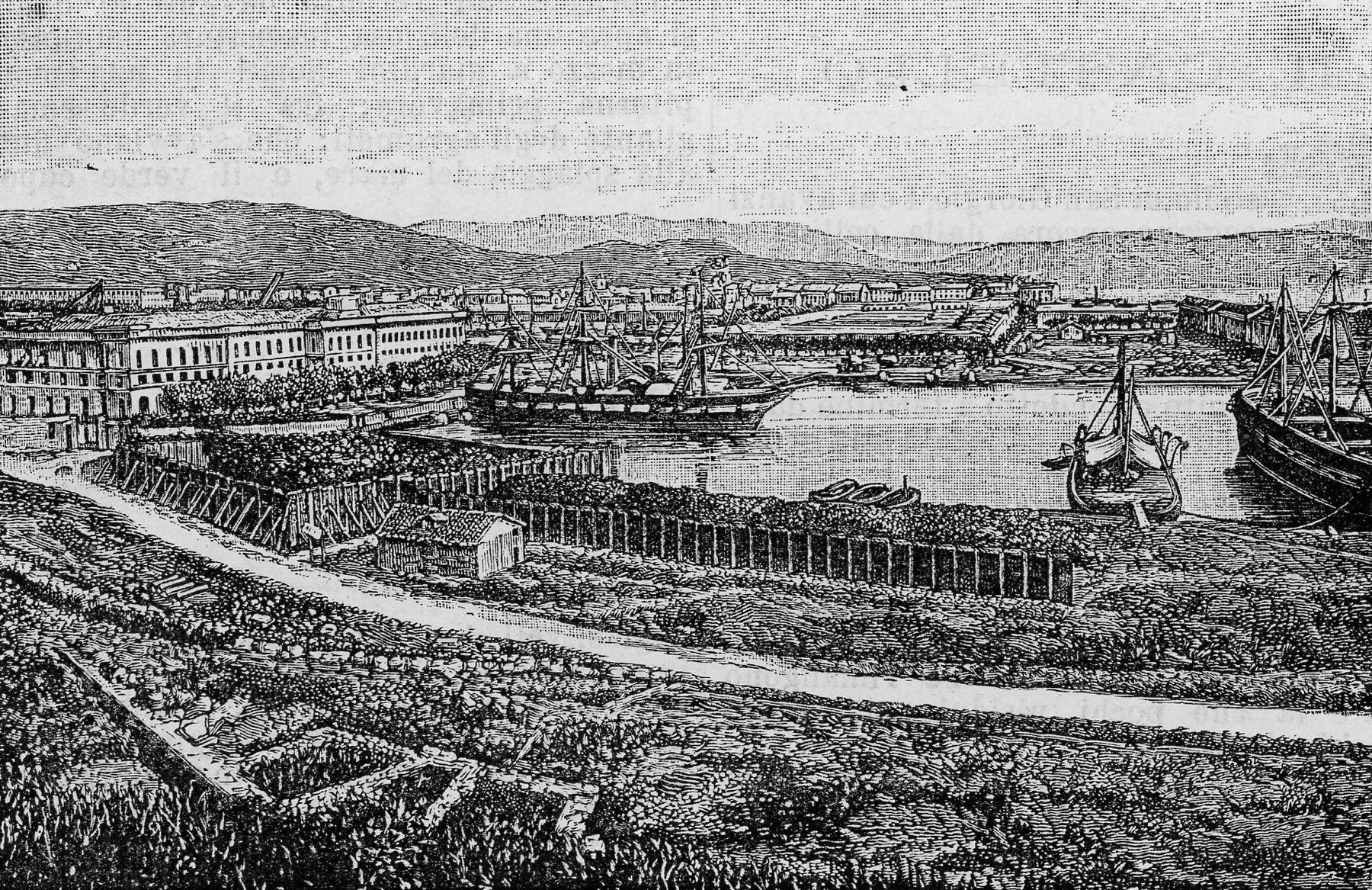
(xilografia, 1889) della prima darsena, con officina Veleria

Dopo un primo arsenale costruito in città nel XV secolo per le galeee degli Sforza, fu Napoleone Bonaparte a riconsiderare la possibilità di costruire un moderno arsenale nel golfo della Spezia. 
Del progetto napoleonico era stato incaricato l'architetto genovese Andrea Tagliafichi. L'esecuzione del progetto, che ne prevedeva la costruzione nella baia del Varignano, non fu mai iniziata. Nel 1812, dopo la realizzazione della cosiddetta strada napoleonica per collegare la costa di ponente con la città, i lavori non proseguìrono. Del lavoro di Tagliafichi resta un'ampia testimonianza nella Memoria sul Golfo di La Spezia redatto dal prefetto Chabrol de Volvic: s'intendeva realizzare una città arsenale di 12.000 abitanti, improntata allo schema ideale della città neoclassica.

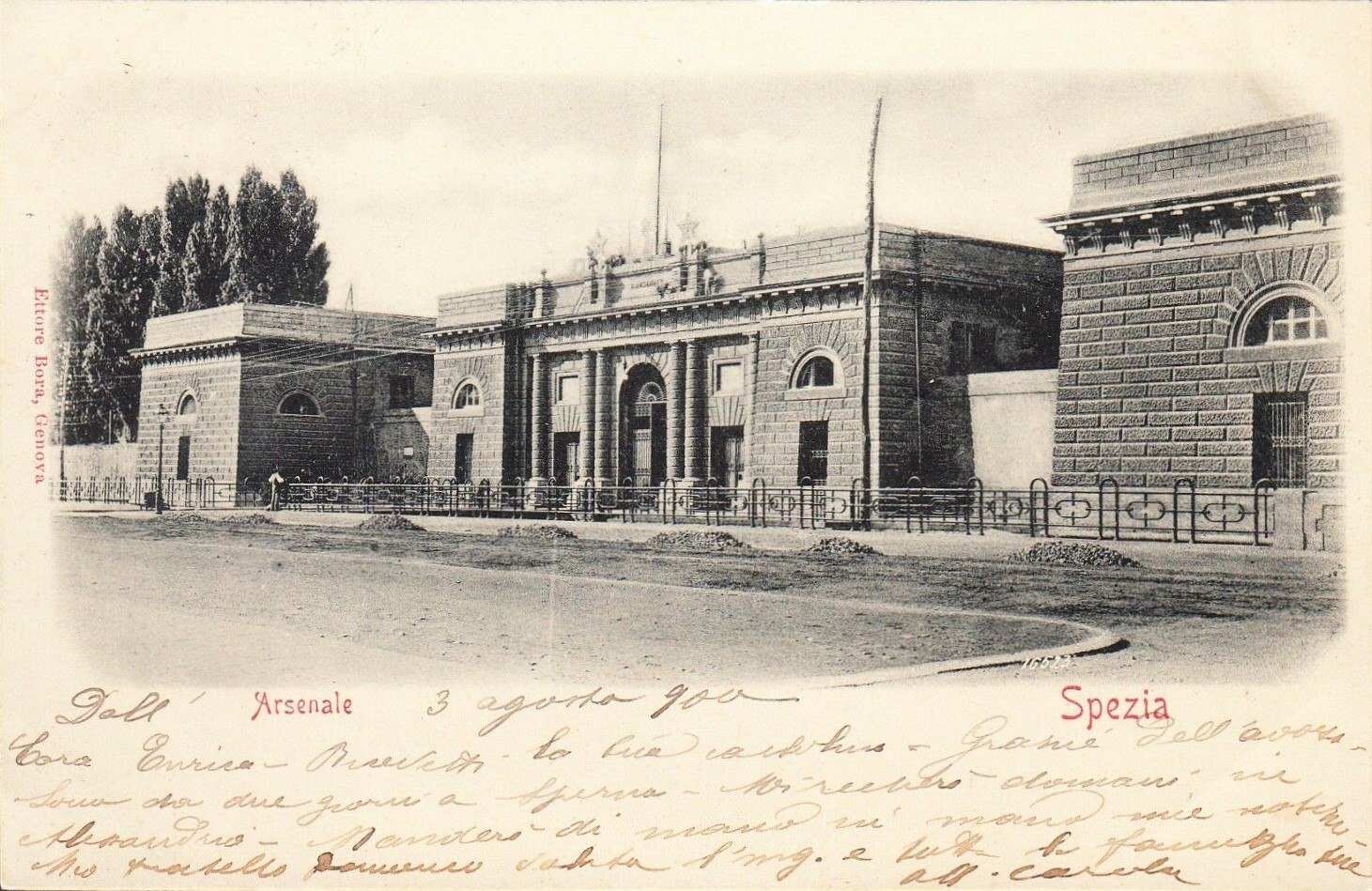
Ingresso dell'Arsenale in una cartolina del '900

L'idea dell'Arsenale venne ripresa nel 1853 da Cavour, che incaricò l'ingegnere inglese J.M.Rendel di stendere un progetto da eseguire nella baia del Varignano.  
Più tardi Cavour, all'epoca presidente del consiglio e ministro della Marina, si preoccupò di reperire i fondi necessari e nel 1857 affidò a Domenico Chiodo, ufficiale del Genio militare, l'incarico  di avviare la costruzione della nuova base navale italiana. 

Chiodo dimostrò come la proposta di Rendel al Varignano fosse insufficiente e propose al governo il progetto di una nuova collocazione dell'Arsenale in una zona ben più ampia e protetta, in fondo al golfo e presso la città della Spezia.
Il progetto segnò profondamente il territorio, l'economia e la società spezzina. La costruzione sorse occupando una parte della valle prospiciente il golfo, con la regimentazione delle sprugole (erano cosiddette le varie risorgive delle acque nella pianura a occidente della città) e la demolizione della parte a mare del centro abitato di San Vito. 

Durante i lavori vennero rinvenuti resti romani ed alto-medievali oggi esposti nel museo civico. 

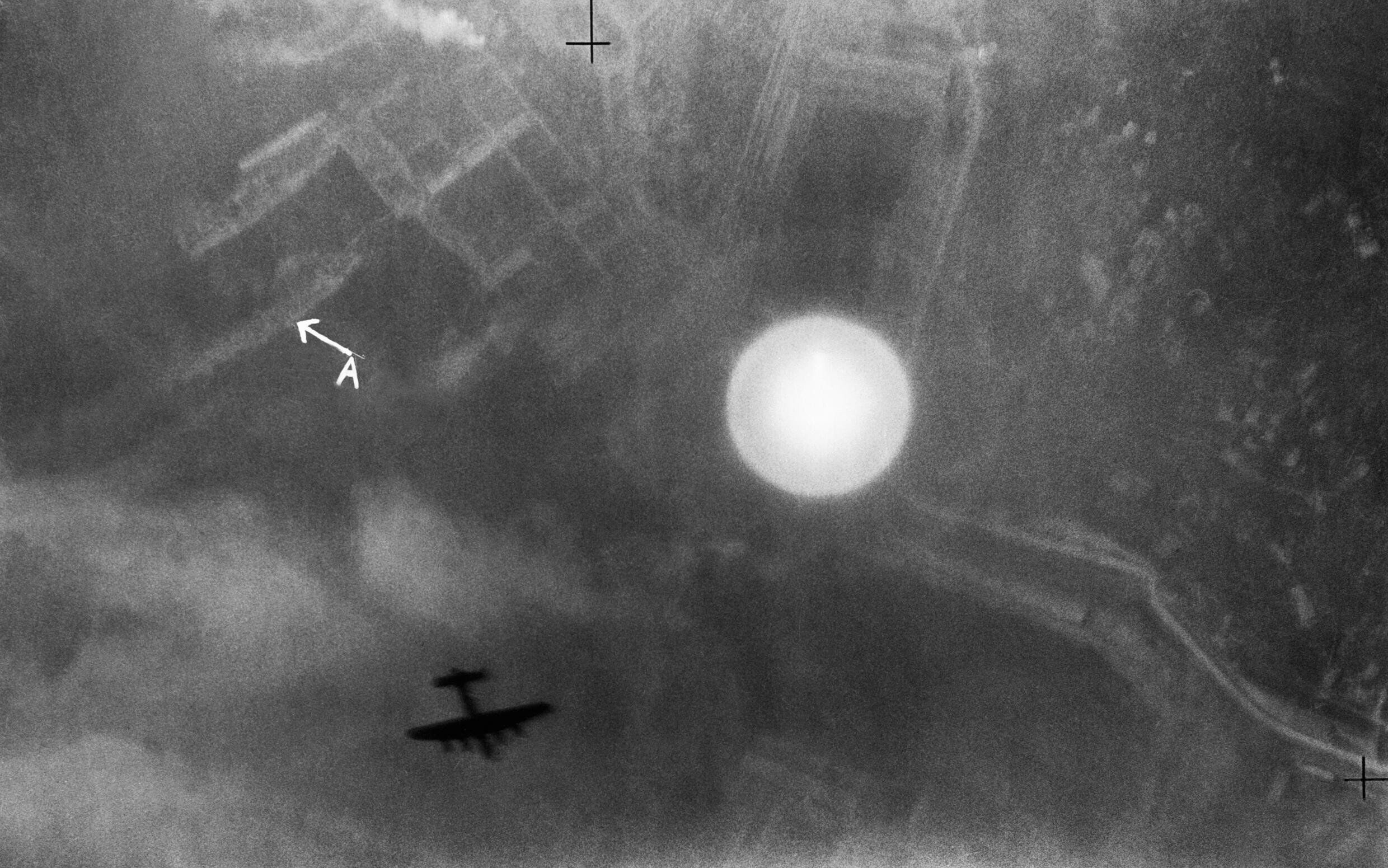
Bombardamento di un Lancaster il 14 aprile 1943

I lavori, iniziati nel 1862, terminarono il 28 agosto 1869, quando il generale Domenico Chiodo inaugurò formalmente l'impianto non ancora completato, dando il via all'allagamento dei bacini appena costruiti. 
A protezione dell'Arsenale, della base navale e della città stessa fu poi ampliato il sistema di forti sui crinali del golfo e fu costruita la diga foranea.
Per la sua importanza strategica durante la seconda guerra mondiale l'Arsenale fu pesantemente bombardato e venne quasi completamente distrutto, ma grazie a veloci lavori di ristrutturazione tornò ad essere operativo già nel secondo dopoguerra.
Nel dopoguerra e per tutto il periodo della guerra fredda l'arsenale è stato sede della I divisione navale.

### Oggi

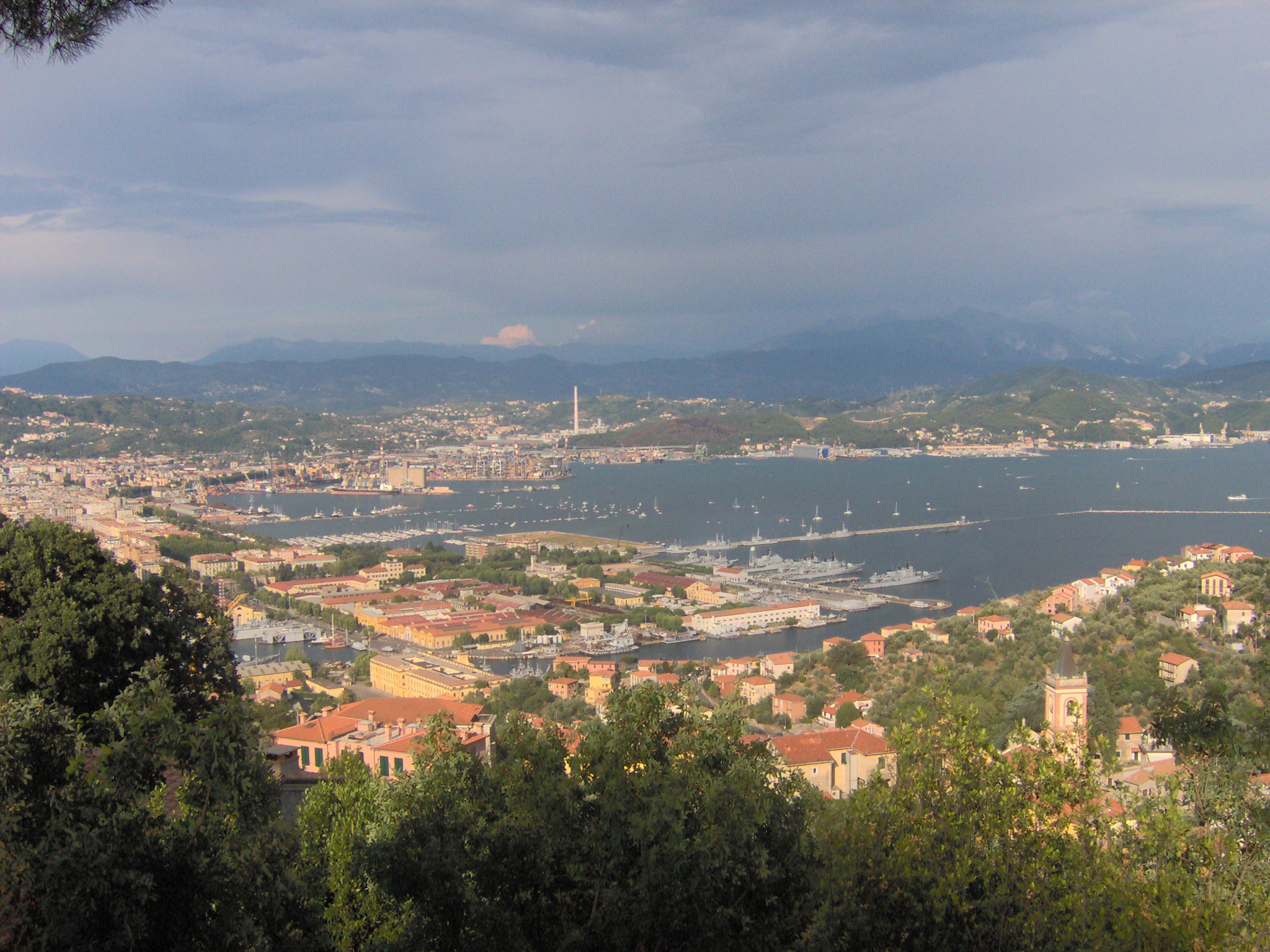
Veduta del golfo; in primo piano l'Arsenale.

Già le vicende della II guerra mondiale avevano dimostrato la necessità di una base marittima a sud, al centro del Mediterraneo. Ciò ha comportato una notevole perdita di importanza della base spezzina a favore di quelle di Taranto e di Augusta.
Nel 1951 l'Arsenale spezzino contava oltre 12.000 dipendenti civili. Nel 2023 ne contava 390.
Altra difficoltà dell'arsenale è l'impossibilità di mantenere un'adeguata riservatezza: l'interno dell'arsenale è perfettamente visibile dalle case adiacenti il suo perimetro e dai monti della parte occidentale del golfo, sebbene le moderne tecnologie rendano ormai superati questi accorgimenti per la sicurezza.

### Il futuro

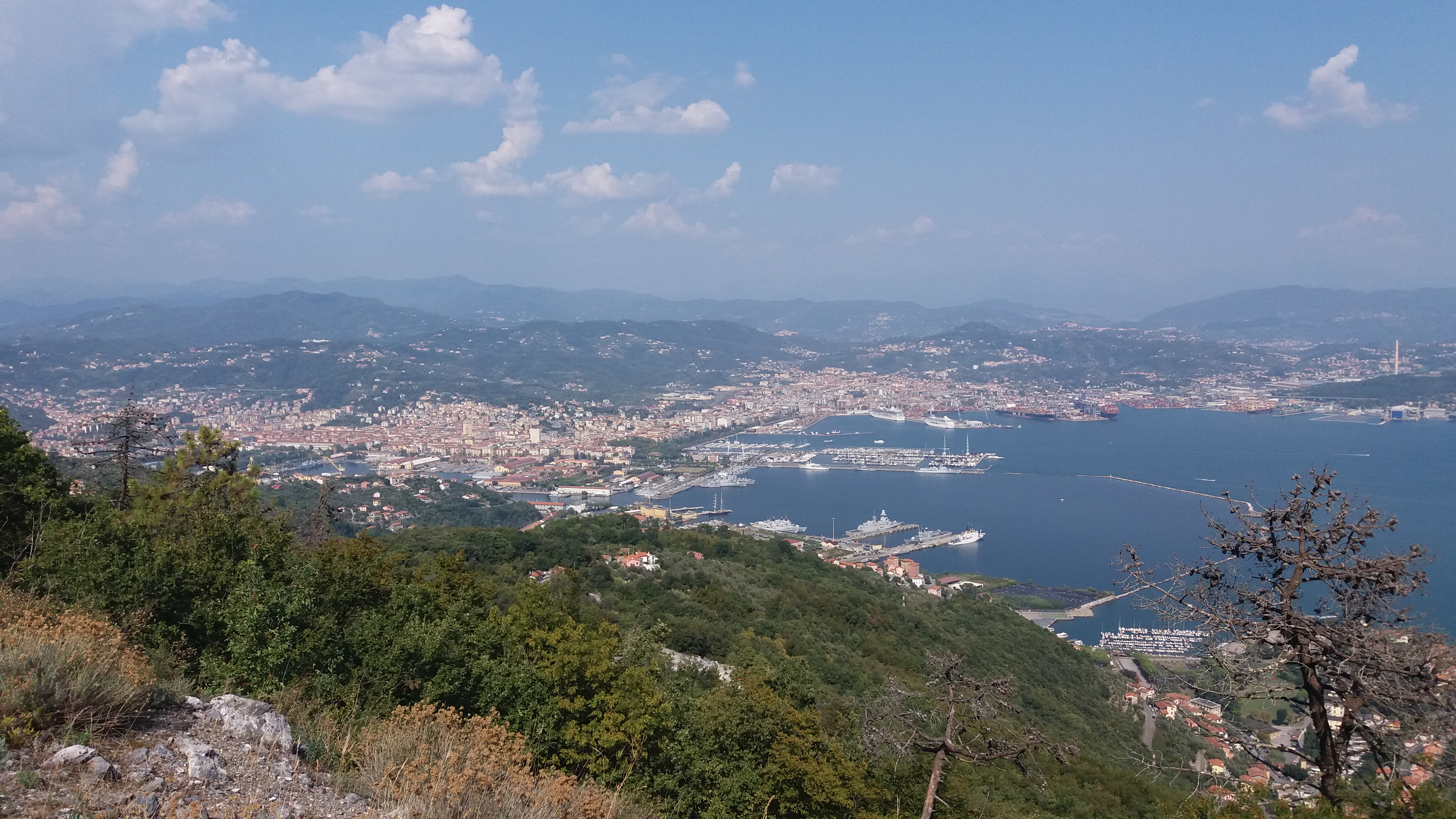
Veduta della darsena Duca degli Abruzzi e dell'Arsenale marittimo della Spezia.

Nessun progetto di recupero o di riattivazione dei tanti capannoni abbandonati è in atto.
Nel 2022, il Genio della Marina ha avviato la procedura per l'adeguamento della base agli standard NATO, un progetto di l'ampliamento della base navale, nella Darsena Duca degli Abruzzi, di fronte al borgo di Marola. Questo progetto prevede tre nuove banchine (Varicella, Scali e Lagora) e l'ampliamento dell'unico molo destinato attualmente all'ormeggio di unità della NATO (Varicella), per una spesa complessiva di 354 milioni di euro. Si tratta di un progetto che rientra nel programma Basi blu. Tuttavia tale investimento non investe nessuna area relativa all'Arsenale, ma solo ed esclusivamente le infrastrutture portuali militari (banchine e moli).

## Rapporto con la città

### La modifica del territorio

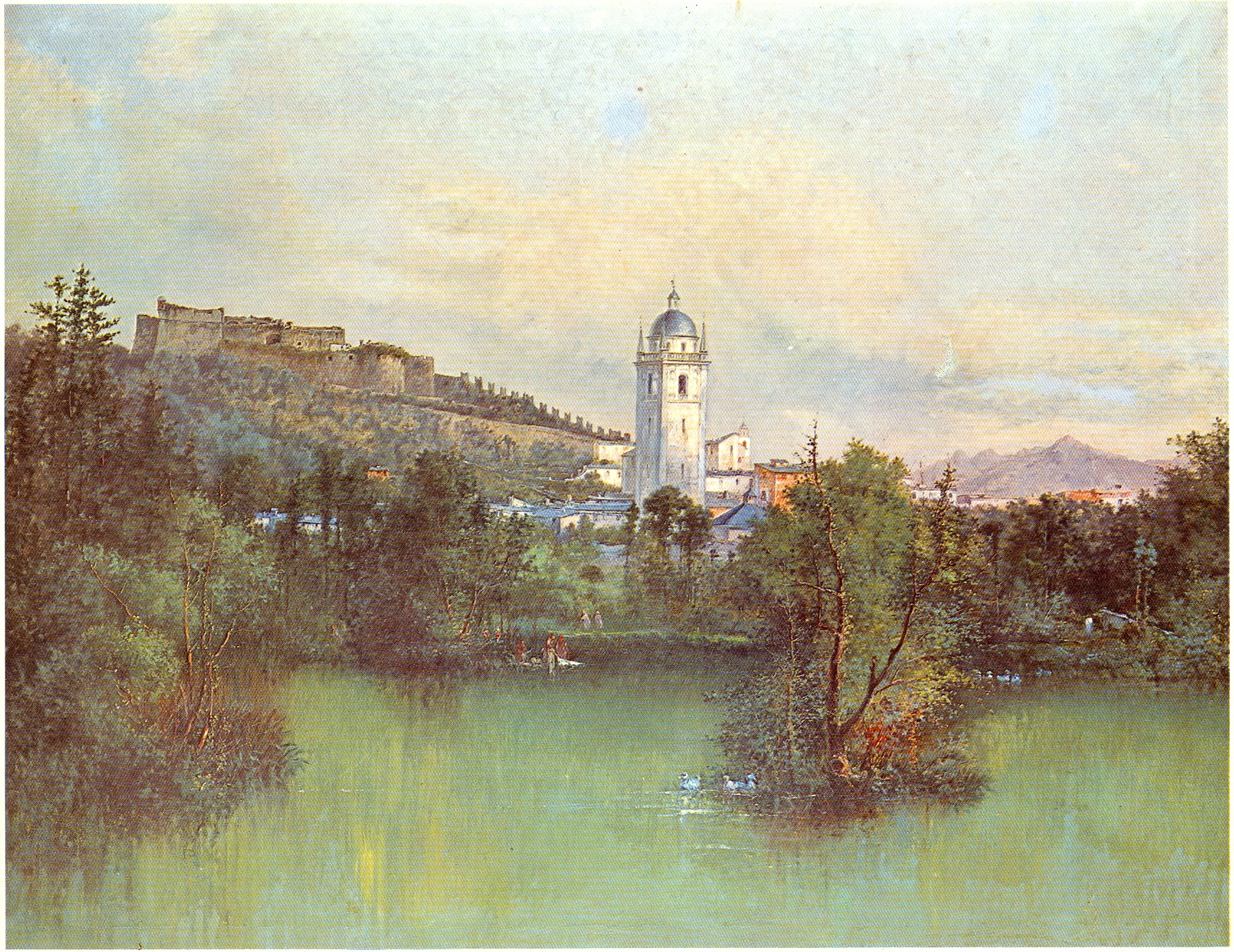
La Spezia, Castello San Giorgio e il campanile di Santa Maria con veduta del lago delle Sprugole, opera di Agostino Fossati

Con la costruzione dell'Arsenale nel XIX secolo la città mutò in parte il suo aspetto. Scomparvero quasi del tutto le mura medievali, furono demolite le antiche chiese che sorgevano nella zona che l'Arsenale avrebbe occupato, venne raso al suolo il paesino di San Vito. 
A margine del centro storico fu realizzato un reticolo di nuove arterie urbane come i rettilinei di Viale Italia e Viale Garibaldi. Furono creati nuovi quartieri residenziali e i Giardini pubblici. 
La modifica del reticolo idrografico, con la realizzazione del canale che circonda l'Arsenale, contribuì alla scomparsa del fenomeno tipico spezzino delle sprugole.

### Lo sviluppo della città

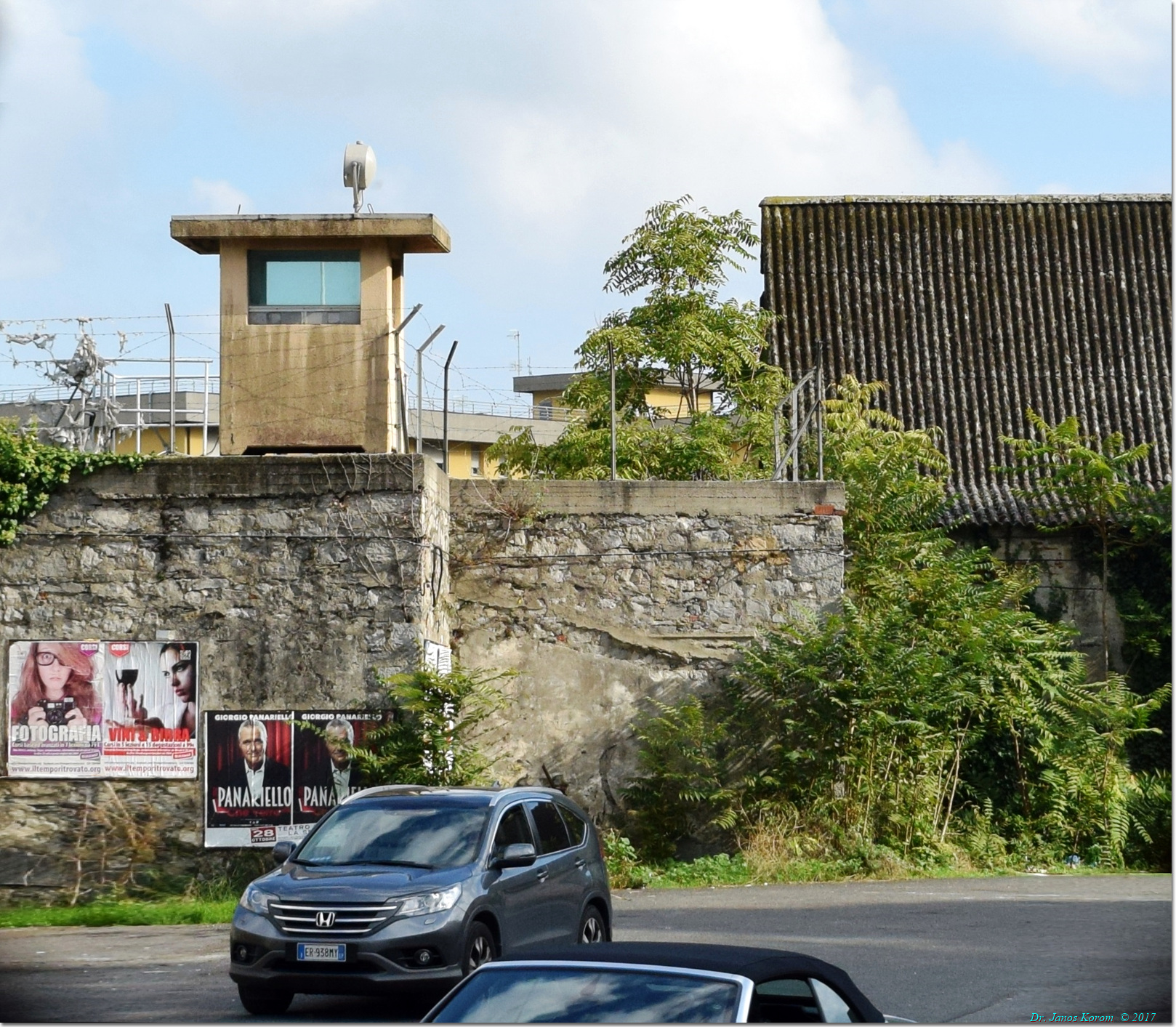
Lo stato di abbandono della struttura

La costruzione e l'avvio delle attività arsenalizie conferì un impulso notevole alla crescita della città. Il quartiere Umbertino fu tra costruito in relazione all'afflusso migratorio di lavoratori nella città. Per il continuo incremento demografico (115.000 abitanti nel 1930), la città stessa cercò un'espansione edilizia con moderni edifici sulle alture e, verso levante, con sbancamenti e la costruzione di nuovi moderni quartieri.
La presenza dell'Arsenale indusse la nascita di nuove industrie ad esso collegate, la costruzione del porto mercantile e nuovi collegamenti ferroviari. Il rapido sviluppo economico produsse un notevole incremento demografico: dalle 15.300 unità del 1861 la popolazione raggiunse le 70.000 unità alla fine del XIX secolo.

### Il crollo occupazionale
L'arsenale spezzino contava, nel 1951, oltre 12.000 dipendenti civili. Fino ai giorni nostri si è registrato un crollo inesorabile, che ha portato, nel 2023, a registrare l'organico sotto i 400 dipendenti.

### Problematiche ambientali

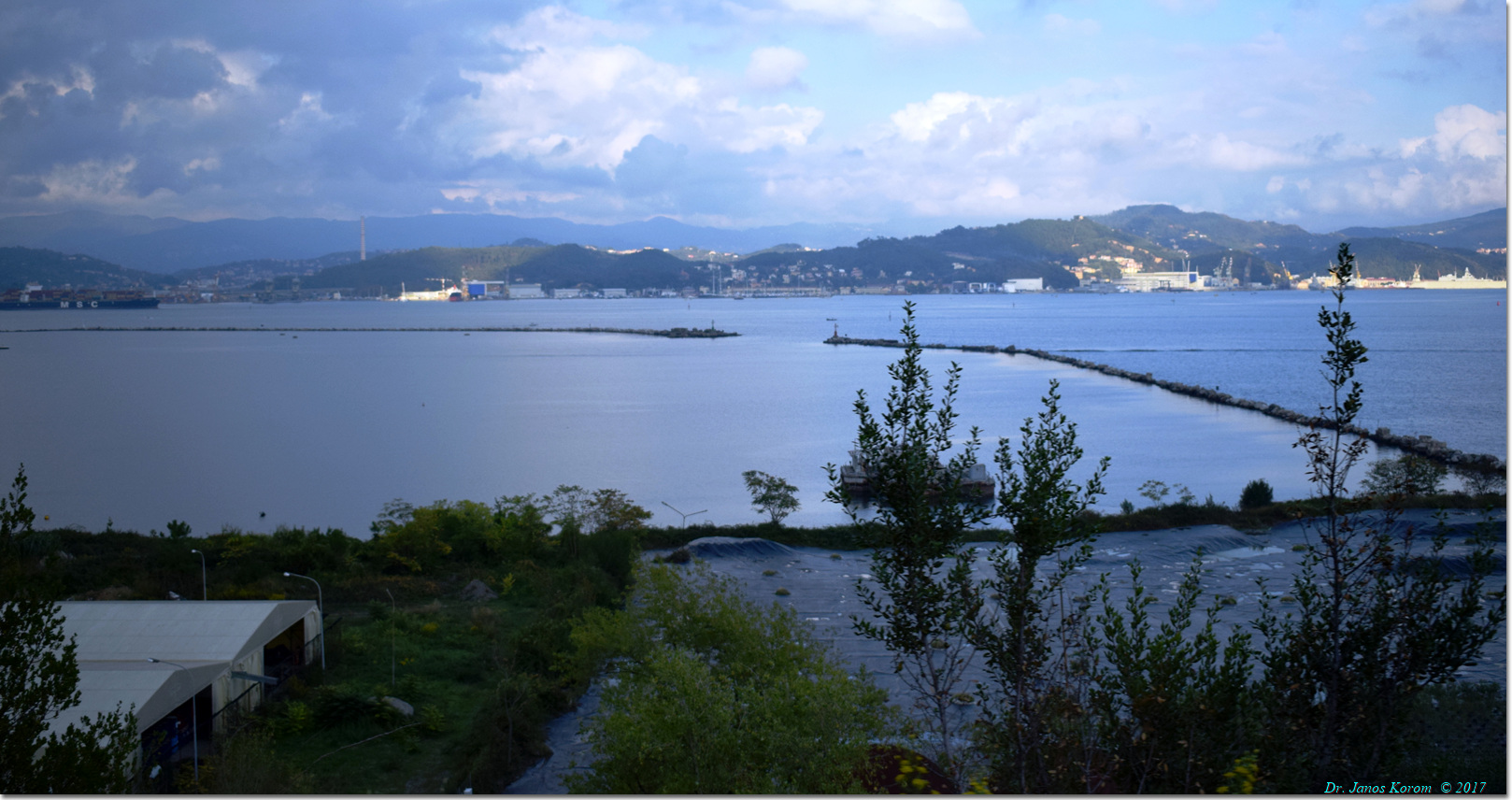
La discarica abusiva nota come Campo in ferro

Nel 2003 è stata avviata un'indagine sulla presunta discarica abusiva di sostanze tossiche (tra le quali coibentazioni in amianto, accumulatori contenenti piombo, cadmio ed uranio impoverito) nell'area dell'Arsenale detta "campo in ferro", sul mare e a ridosso delle case; l'area è stata sottoposta a sequestro da parte della Magistratura, ma il procedimento si è concluso senza riscontrare responsabilità penali.
Nei fondali del vicino canale Lagora, secondo alcune analisi dell'Arpal, sarebbero depositati idrocarburi, zinco, mercurio e metalli pesanti. La notizia può avere rilievo nel contesto di un'area che è sospettata di ospitare numerose sostanze tossiche.
Rischi sono stati legati anche al transito e all'attracco in passato di sottomarini nucleari. Il piano d'emergenza in caso di incidente non è mai stato comunicato alle autorità civili ed alla popolazione. In almeno un caso la stampa locale ha sollevato l'attenzione su un possibile incidente ad un sottomarino statunitense ormeggiato presso la diga foranea, ma la notizia non ha avuto alcuna conferma.

## Direttori
- C.A. Enrico Olivo (2024 - attuale)[8]
- C.A. Giuseppe Scorsone (2021 - 2024)[9]
- C.A. Andrea Benedetti (2018 - 2021)[10]
- C.A. Stefano Corona (2016 - 2018)
- C.A. Livio Ceccobelli (2015 - 2016)
- Amm.Isp. Marco Manfredini (2011 - 2015)
- Amm.Isp. Stefano Tortona (2009 - 2011)
- Amm.Isp. Anteo Martelli (2004 - 2011)
- Amm.Isp. Ermogene Zannini (2001 - 2004)
- Amm.Isp. Dino Nascetti (1998 - 2001)
- Amm.Isp. Nicola Quaranta (1996 - 1998)
- Amm.Isp. Giordano Cottini (1994 - 1996)
- C.A. Ennio Piantini (1992 - 1994)
- Amm.Isp. Franco Maria Falcucci (1991 - 1992)
- Amm.Isp. Gaspare Messina (1988 - 1991)
- Amm.Isp. Aldo Picedi (1985 - 1988)
- C.A. Fernando Gaddi (1984 - 1985)
- C.A. Italo Chiappino (1982 - 1984)
- Amm.Isp. Antonio Carloni (1982)